# Комаки
Кома́ки (яп. 小牧市 Комаки-си) — город в Японии, расположенный в северной части префектуры Айти. Основан 1 января 1955 года путём слияния посёлка Комаки и сёл Адзиока и Синоока уезда Хигасикасугаи. В южной части города расположена часть Нагойского аэропорта.
Площадь города составляет 62,82 км², население — 146 983 человека (1 июня 2014), плотность населения — 2339,75 чел./км².

## Города-побратимы
Список городов-побратимов:
- Уайандотт, США.